# Barra bint Samaw'al
Barra bint Samaw'al (arabisch برة بنت سموأل, DMG Barra bt. Samauʾal) war die Mutter von Safiyya bint Huyayy, der elften Frau des islamischen Religionsstifters Mohammed. Sie stammt aus einer angesehenen jüdischen Familie, aus dem Stamm der Banu Quraiza. Der Vater von Safiyya war Huyayy ibn Achtab, ein prominenter Gegner Mohammeds und Anführer der jüdischen Banu Nadir. Barra lebte in Yathrib (Medina).